# Ruine Spangstein
Die Burgruine Spangstein, auch als Ahnherrnschloss bekannt, ist die Ruine einer Höhenburg im Stullneggraben, etwa 4,8 Kilometer nordwestlich von Bad Schwanberg im Bezirk Deutschlandsberg in Österreich. Sie steht unter Denkmalschutz und liegt auf dem Grundstück Nr. 29/1 der Katastralgemeinde Mainsdorf in der Gemeinde Bad Schwanberg.
Von der einst mächtigen Burg ist nur mehr ein Mauerrest übrig geblieben, der als Torturm, aber auch als Bergfried interpretiert wird, die restlichen Bauten verfielen oder wurden von Schatzgräbern zerstört. 2009 wurde vom „Komitee Altburg“ aus Bad Schwanberg, das sich mit der Ausgrabung der Reste der alten Schwanberger Burg am Tanzboden befasst, eine erste Notsanierung der noch vorhandenen Reste der Anlage durchgeführt.

## Geschichte
Die Burg Spangstein über dem Stullneggraben wurde wahrscheinlich um die Mitte des 13. Jahrhunderts von einem der Dienstmannen der Pettauer, Erchenger von Spangstein, der 1255 das erste Mal genannt wird, errichtet. Das Geschlecht der Spangsteiner übernahm 1501 auch Schloss und Herrschaft Schwanberg. Die Religionsstreitigkeiten des 16. Jahrhunderts führten dazu, dass die Habsburger unter Erzherzog Karl von Innerösterreich die Herrschaft Schwanberg wieder an sich zogen und 1576 an die Familie der Galler verkauften. Diese erwiesen sich allerdings ebenfalls als Vertreter der evangelischen Seite, was zu wiederholten Konflikten mit dem katholischen Herrscherhaus und zu Zerstörungen (1600: die evangelische Schule, Friedhof und Kapelle) führte. 1602 richtete ein Erdbeben schwere Schäden im Gebiet an. Aus welchem Grund Spangstein letztlich endgültig zur Ruine wurde, ist nicht belegbar. Der letzte Spangsteiner, Georg von Spangstein, starb 1651 in Nürnberg. Nach mehreren Besitzerwechseln und Grenzfehden zwischen der Herrschaft Schwanberg und Deutschlandsberg kam 1685 die Ruine der Burg mit den übrigen Spangsteiner Gütern in der Steiermark an die verwandten Grafen von Trautmannsdorf. Danach wurde sie nicht weiter verwendet und verfiel weiter.
Die Burg wird in der Bevölkerung mit einer grausamen Sage in Verbindung gebracht, in der eine Tochter des Burgherrn, die sich weigerte, gegen ihren Willen verheiratet zu werden, von ihrem Vater getötet wurde. Die Anlage gehörte zu einer Reihe von Burgen und befestigten Plätzen im Bereich von Schwanberg, welche die dort liegenden Übergänge über die Koralm zu bewachen hatten.

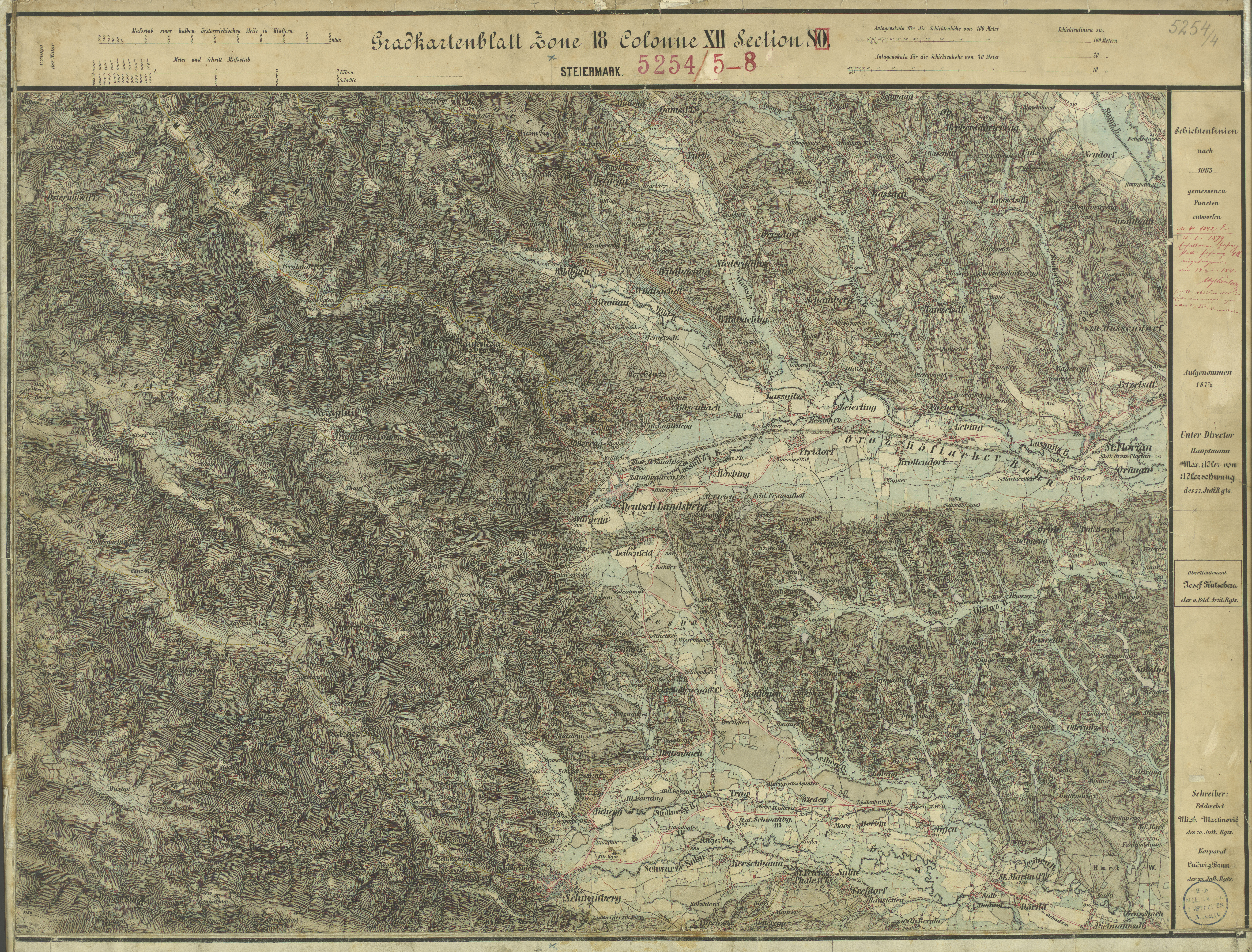
Ahnherrschloss und „Ahnherr Wald“ am Stullnegg-Bach nordwestlich von Schwanberg (Aufnahmeblatt der 3. Landesaufnahme um 1873)

## Lage
Die Burg lag auf einer 570 m ü. A. hohen Felsrippe, die von Westen in das Tal des Stullneggbaches vorstößt und bis auf die westliche Seite von Felsabbrüchen und Steilhängen umgeben ist. Im Westen ist sie von einem Graben gegen das Gelände abgegrenzt. Die östlich dieses Grabens noch sichtbare Steinmauer ist ca. 1,5 m dick und wird aufgrund ihres Baustils in das 13. Jahrhundert datiert. Dies stimmt auch mit Urkunden und Fundgegenständen überein. Diese Mauer wird zu einem Torturm gerechnet, nicht zum Bergfried.
Mauerreste südlich des Torturmes werden als Reste einer Zwingermauer interpretiert. Nach Beschreibungen aus dem beginnenden 20. Jahrhundert könnte sich ein Rundturm knapp über dem östlichen Ende des Felssporns erhoben haben.